# Michael Fischer (Fußballspieler)
Michael Fischer (* 25. Oktober 1967 in Neumünster) ist ein ehemaliger deutscher Fußballspieler. Er bestritt für den FC St. Pauli drei Spiele in der 2. Bundesliga.

## Leben
Fischer, dessen Vater Kay Handballspieler war und 1964 kurz vor dem Sprung in die Nationalmannschaft stand, durchlief die Jugend des TuS Appen. Für die Herrenmannschaft des Vereins spielte er in der Kreisliga. 1987 wechselte er zu Rasensport Elmshorn in die Verbandsliga Hamburg. Dort spielte der Stürmer erst unter Trainer Manfred Kirsch, dann unter Trainer Eugen Igel, seinem sportlichen Ziehvater. 1991 war Fischer beim Zweitligisten SV Meppen im Gespräch, die Verpflichtung kam letztlich aber nicht zustande.
Fischer stand zur Saison 1992/93 vor einem Wechsel zum VfL Pinneberg, nahm dann aber ein Angebot des FC St. Pauli an. „Für mich sicherlich sportlich als Aktiver das beeindruckendste Jahr“, blickte er später auf seine Zeit bei den Hamburgern zurück. Er war während seiner Zeit bei St. Pauli gleichzeitig auch Co-Trainer bei seinem Heimatverein TuS Appen. Fischer bestritt sein erstes Zweitligaspiel am 18. Oktober 1992 gegen Waldhof Mannheim. „Nervös, aber vielversprechend. Ständig unterwegs“, schätzte das Hamburger Abendblatt die Leistung des Neulings ein, der auch in seinem zweiten Spiel in der 2. Bundesliga über 90 Minuten zum Einsatz kam, und zwar an seinem 25. Geburtstag gegen Mainz 05. Sein drittes und letztes Zweitligaspiel bestritt Fischer am 31. Oktober 1992 auswärts beim MSV Duisburg. Er stand in der Anfangself, in der 55. Minute wurde er ausgewechselt. Neben seinen Auftritten mit der Profimannschaft spielte Fischer in der Amateurmannschaft St. Paulis. Erst warf ihn ein Augenhöhlenbruch aus der Bahn, ein während einer Übungseinheit erlittener Bänderriss verhinderte, dass es zwischen dem FC St. Pauli und Fischer zum Abschluss des in Aussicht gestellten Zweijahresvertrages kam.
Nach einer Saison beim FC St. Pauli kehrte Fischer 1993 zu Raspo Elmshorn (Verbandsliga) zurück, im selben Jahr begann er ein Sportstudium. Später war er Trainer im Amateurbereich und führte seinen Stammverein TuS Appen als Spielertrainer zum Aufstieg in die Bezirksliga. Danach verstärkte er die SV Halstenbek-Rellingen (Verbandsliga) als Spieler und Co-Trainer von Michael Dahms. Der Lehrer in einer Fördereinrichtung und Vater von zwei Söhnen verließ Halstenbek-Rellingen nach der Saison 1999/2000 und wechselte als Trainer zum Wedeler TSV. Die Mannschaft betreute er von 2000 bis 2004. Er führte Wedel 2001 zum Aufstieg in die Verbandsliga und wurde 2003 als Trainer des Jahres der Verbandsliga Hamburg ausgezeichnet, nachdem er mit der Mannschaft in die Oberliga aufgestiegen war. Das Oberliga-Spieljahr 2003/04 schloss Fischer mit dem Wedeler TSV auf dem vorletzten Tabellenrang ab, damit endete seine Amtszeit bei dem Verein.
Nach seiner Zeit in Wedel war er Trainer in Hamburg beim HEBC und ab 2005 beim VfL Pinneberg. 2011 führte er Pinneberg zum Aufstieg in die Oberliga Hamburg. Im Januar 2016 kam es zwischen Fischer und dem VfL zur Trennung.
Anschließend trainierte er ab der Saison 2016/17 den VfR Horst, Ende Oktober 2017 wurde er entlassen. Danach betreute er von Dezember 2017 bis Dezember 2018 den FC Türkiye in Hamburg (erst Ober-, dann Landesliga). 2019/20 war er Trainer des FC Roland Wedel (Bezirksliga). Im März 2020 wurde Fischer als neuer Trainer des Oberligisten SV Rugenbergen vorgestellt. Ende September 2022 erfolgte die Trennung zwischen Fischer und Rugenbergen.